# Принс-Руперт (Британская Колумбия)
Принс-Руперт (англ. Prince Rupert) — портовый город в провинции Британская Колумбия, Канада, а также наземно, воздушно- и водно-транспортный узел северного побережья провинции, с населением 12 220 человек (2016).
Принс-Руперт расположен на острове Кайен (примерно 770 км к северу от Ванкувера), к северу от устья реки Скина и связан небольшим мостом с материком.
Город был назван в честь принца Руперта Пфальцского. Основан Чарльзом Мельвиль Хэйсом, главным управляющим Grand Trunk Pacific Railway, 10 марта 1910 года.

## География
Принс-Руперт расположен вдоль северо-западного побережья острова Кайен, к северу от устья реки Скина и связан небольшим мостом с материком. Город является самой западной конечной точкой трансканадской автострады номер 16 (шоссе Йеллоухед). Принц Руперт находится примерно в 12 км к западу от Порт Эдварда, в 144 км к западу от Терраса и в 717 км к западу от Принс-Джорджа. В 40 км к северу от города расположен шлаковый конус Кроу-Лагун.

### Климат
В Принс-Руперте океанический климат (Cfb согласно классификации климата Кёппена).
Климат города очень влажный, с годовым количеством осадков 2590 миллиметров, кроме того, осадки выпадают 240 дней в году, а солнечных часов только 1230 в год. Лето прохладное и сравнительно сухое, средняя температура августа около 13,5 ° C. Весна и осень не особенно хорошо определены, пик осадков, тем не менее, приходится на осенние месяцы. Зимы в Принс-Руперте холодные и влажные, но теплее, чем в большинстве мест расположенных в аналогичных широтах, благодаря влиянию Тихого океана: в январе среднесуточная температура составляет 1,3 °C. Снег выпадает главным образом с декабря по март (в среднем 126 сантиметров).
Минимальная температура в городе была зарегистрирована в январе 1965 года и составила −24.4 °C, максимальная в августе 1977 года превысила 28,7 °C.
| Показатель                   | Янв.  | Фев.  | Март  | Апр.  | Май   | Июнь  | Июль  | Авг.  | Сен. | Окт.  | Нояб. | Дек.  | Год    |
| ---------------------------- | ----- | ----- | ----- | ----- | ----- | ----- | ----- | ----- | ---- | ----- | ----- | ----- | ------ |
| Абсолютный максимум, °C      | 17,6  | 18,9  | 18,5  | 23,3  | 27,9  | 27,4  | 27,8  | 28,7  | 27,0 | 21,7  | 18,9  | 18,9  | 28,7   |
| Средний максимум, °C         | 4,6   | 5,9   | 7,4   | 9,9   | 12,3  | 14,2  | 16,1  | 16,7  | 14,9 | 11,1  | 7,1   | 5,1   | 10,5   |
| Средний минимум, °C          | −2,1  | −1    | 0,3   | 2,1   | 5,0   | 8,0   | 10,1  | 10,3  | 7,6  | 4,7   | 0,9   | −0,8  | 3,8    |
| Абсолютный минимум, °C       | −24,4 | −18,1 | −17,2 | −7,1  | −2,2  | 1,1   | 2,8   | 2,8   | −2,2 | −11,3 | −20,6 | −22,8 | −24,4  |
| Норма осадков, мм            | 256,9 | 203,9 | 191,6 | 178,7 | 139,5 | 123,7 | 114,3 | 155,4 | 244  | 379,2 | 304,4 | 302   | 2593,6 |
| Источник: Environment Canada |       |       |       |       |       |       |       |       |      |       |       |       |        |